# Johann August Ephraim Goeze
Johann August Ephraim Goeze (Aschersleben, 28 maggio 1731 – Quedlinburg, 27 giugno 1793) è stato un entomologo e zoologo tedesco.

## Biografia
Era figlio di Johann Heinrich e di Catherine Margarete. Studiò teologia presso l'Università di Halle. Sposò Leopoldine Maria Keller nel 1770, da cui ebbe quattro figli. Nel 1751 divenne pastore a Aschersleben, a Quedlinburg, e successivamente nella chiesa di San Blasio sempre nel medesimo posto, nel 1762, dopo lungo tempo diventò finalmente il primo diacono del seminario di Quedlinburg nel 1787. Morì a Quedlinburg.
Fece molte opere relative agli invertebrati acquatici, in particolare insetti e vermi. Nel 1773, fu il primo a descrivere i tardigrada.

## Opere
- Goeze, J. A. E. 1776. Verzeichnisse der Namen von Insecten und Wurmern, welche in dem Rosel, Kleemann und De Geer vorkommen. Naturforscher 9: 61-78 [1776], 81-85.
- Con Charles De Geer Abhandlungen zur Geschichte der Insekten. Aus dem Französischen übersetzt und mit Anmerkungen hrsg. von Johann August Ephraim Goeze. Leipzig: J. C. Müller, 1776–1783.
- Goeze, J. A. E. 1782. Des Herrn Baron Karl Degeer Koniglichen Hofmarschalls .... Abhandlungen zur Geschichte der Insekten aus dem Franzosischen ubersetzt und mit Anmerkungen herausgegeben. Volume 6. 200 pp., 30 pls. Raspe, Nurnberg.
- Goeze, J. A. E. 1783. Entomologische Beyträge zu des Ritter Linné zwölften Ausgabe des Natursystems. Dritten Theiles vierter Band. - pp. I-XX, 1-178. Leipzig. (Weidmanns Erben und Reich).[1]